# Arcwanist
Arcwanist – wieś w Armenii, w prowincji Gegharkunik. W 2011 roku liczyła 2825 mieszkańców.